# Herman Sörgel

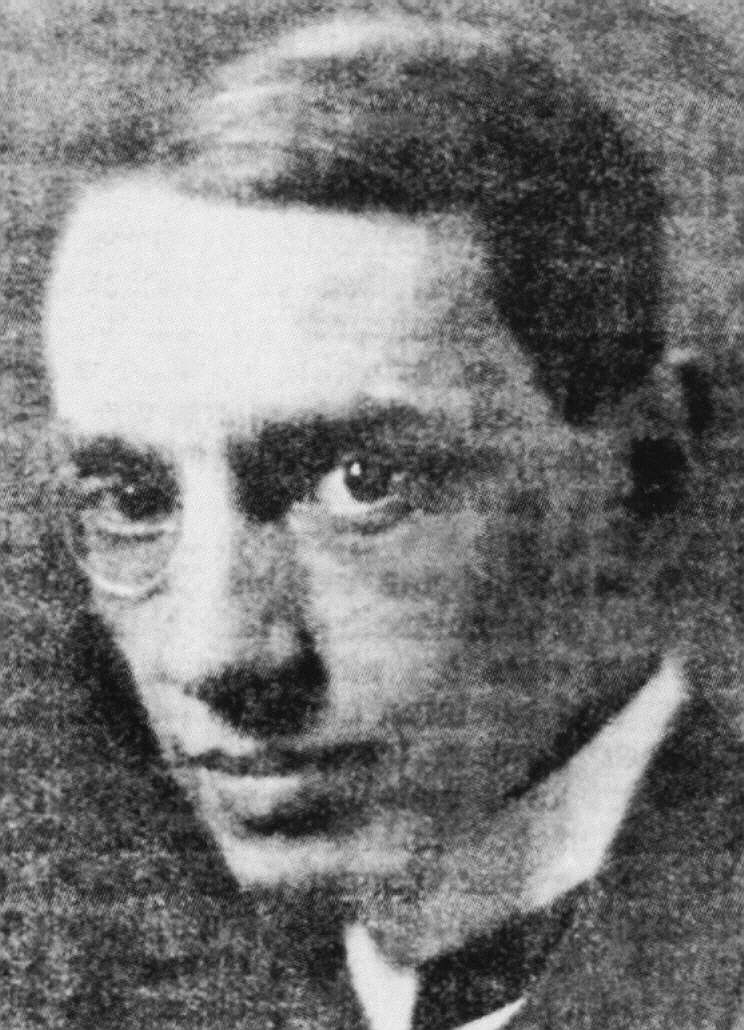
Herman Sörgel (1928)

Herman Sörgel (Regensburg, 2 april 1885 - München, 25 december 1952) was een Duitse architect uit het expressionisme (Bauhaus) en cultuurfilosoof, die zich met ruimtetheorie en geopolitieke vraagstellingen bezighield.
Hij werd bekend door het in het interbellum uitgedachte project om het zeeniveau te doen dalen in de Middellandse Zee. Zijn project, dat hij "Atlantropa" noemde, had tot doel Europa en Afrika tot één continent (Atlantropa) te maken.
Sörgel was regeringsbouwmeester. Voor zover bekend leefde hij in München en was overtuigd pacifist. Hij stierf in 1952 na een verkeersongeval.

## Atlantropa
Sörgel wilde het waterniveau van de Middellandse Zee drastisch verlagen en gedeeltelijk droogleggen door een stuwdam aan te leggen tussen Gibraltar en Marokko. Hierin zag hij een potentieel voor Europa om samen een machtsblok te vormen en een methode om energie te winnen en land in te polderen voor de verbouw van gewassen. Verder zou het plan naar zijn verwachting de wereldvrede stimuleren. Hij dacht en schreef over dit project vanaf 1928 tot aan zijn dood.

## Werken
Veel (latere) werken van zijn hand lijken verloren. ("Projekt Kongo/Tschadsee" als uitbreiding op Atlantropa) Ook het archief van het door Sörgel opgerichte "Atlantropa-Institut" (opgeheven in 1960) is waarschijnlijk verloren gegaan.
Bekend werk:
- Sörgel, Herman: Mittelmeer-Senkung. Sahara Bewässerung (Paneuropa-Projekt) = Lowering the Mediterranean, irrigating the Sahara. Leipzig: Gebhardt 1929, 48 p.
- Sörgel, Herman: Atlantropa. Zürich: Fretz & Wasmuth 1932, XII, 143 p.
- Sörgel, Herman: Die drei grossen "A". Großdeutschland und italienisches Imperium, die Pfeiler Atlantropas. [Amerika, Atlantropa, Azië]. München: Piloty & Loehle 1938, XII, 127 p.
- Sörgel, Herman: Atlantropa-ABC: Kraft, Raum, Brot. Erläuterungen zum Atlantropa-Projekt. Leipzig: Arnd 1942, 31 p.
- Sörgel, Herman: Atlantropa. Wesenszüge eines Projekts. Voorwoord van John Knittel. Stuttgart: Behrendt 1948, 72 p.

- Bibliothèque nationale de France: cb134878286 (data)
- Gemeinsame Normdatei: 117452629
- International Standard Name Identifier: 0000 0001 2138 219X
- Library of Congress Control Number: n80079518
- Nationale Bibliotheek van Letland: 000346895
- Nationale Bibliotheek van Tsjechië: mzk2016909092
- Nationale Bibliotheek van Israël: 987007274368705171
- Nederlandse Thesaurus van Auteursnamen: 253722071
- Système universitaire de documentation: 196609232
- Union List of Artist Names: 500209431
- Virtual International Authority File: 69082971
- WorldCat: E39PBJxmHYKRFBMWtpBTbgDH4q